# Janelle Commissiong
Janelle Penny Commissiong (n. 1953 în Port of Spain, Trinidad) este un fotomodel de culoare din Trinidad Tobago. Ea este prima candidată de culoare care câștigă titlul de Miss Universe.

## Date biografice
Când avea vârsta de 13 ani părinții ei se mută la New York. Ea promovează un High School (școală superioară) iar apoi studiază la „Fashion Institute of Technology“. În 1976 se reîntoarce la Trinidad, unde va candida la un concurs de frumusețe. La data de 16 iulie 1977  este aleasă Miss Universe în Santo Domingo, fiind prima canditată din Trinidad și Tobago care câștigă acest titlu. Ea se căsătorește cu Brian Bowen, și fondează firma producătoare de vase nautice „Bowen Marine“. Soțul ei, Brian Bowen moare într-un accident în 1989. Ea se va recăsători cu Alwin Chow-Chow, cu care are o fiică. În semn de cinste pentru realizările ei, chipul ei apare în 1977 pe trei timbre poștale.